# Hundesport

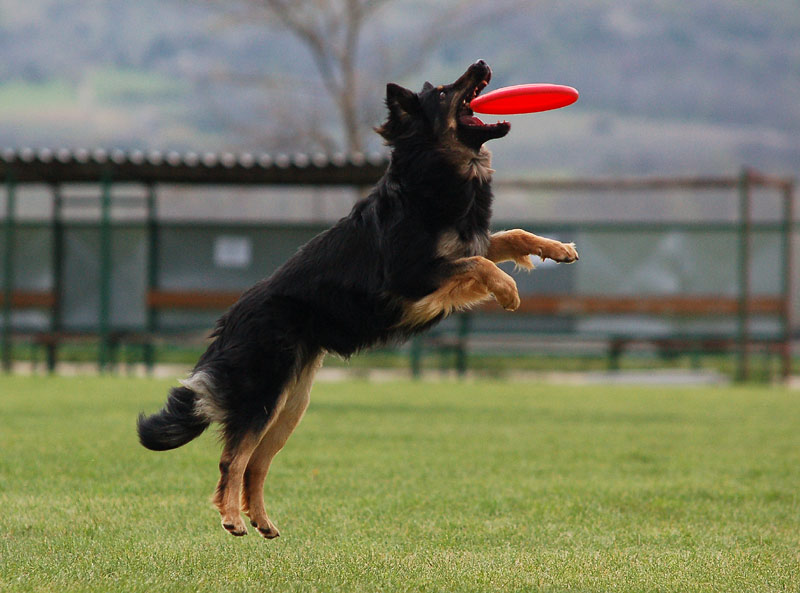
Schäferhund beim Hundefrisbee

Als Hundesport bezeichnet man den Sport von Menschen mit ihren Hunden.

„Ziel des Hundesportes ist die größtmögliche Harmonie zwischen Mensch und Hund.“

Neben dem sportlichen Ehrgeiz der Besitzer liegt dem Hundesport das Ziel zu Grunde, den Hund seinen Anlagen und seinem Leistungsvermögen entsprechend zu beschäftigen. Neben ausreichendem Auslauf kann man dem Hund auch Beschäftigungen bieten, die die Lernfähigkeit, den Bewegungsdrang sowie die übrigen Anlagen des Hundes berücksichtigen. Nicht ausreichend beschäftigte Hunde können auffällig werden und führen zu Beanstandungen in der Öffentlichkeit.

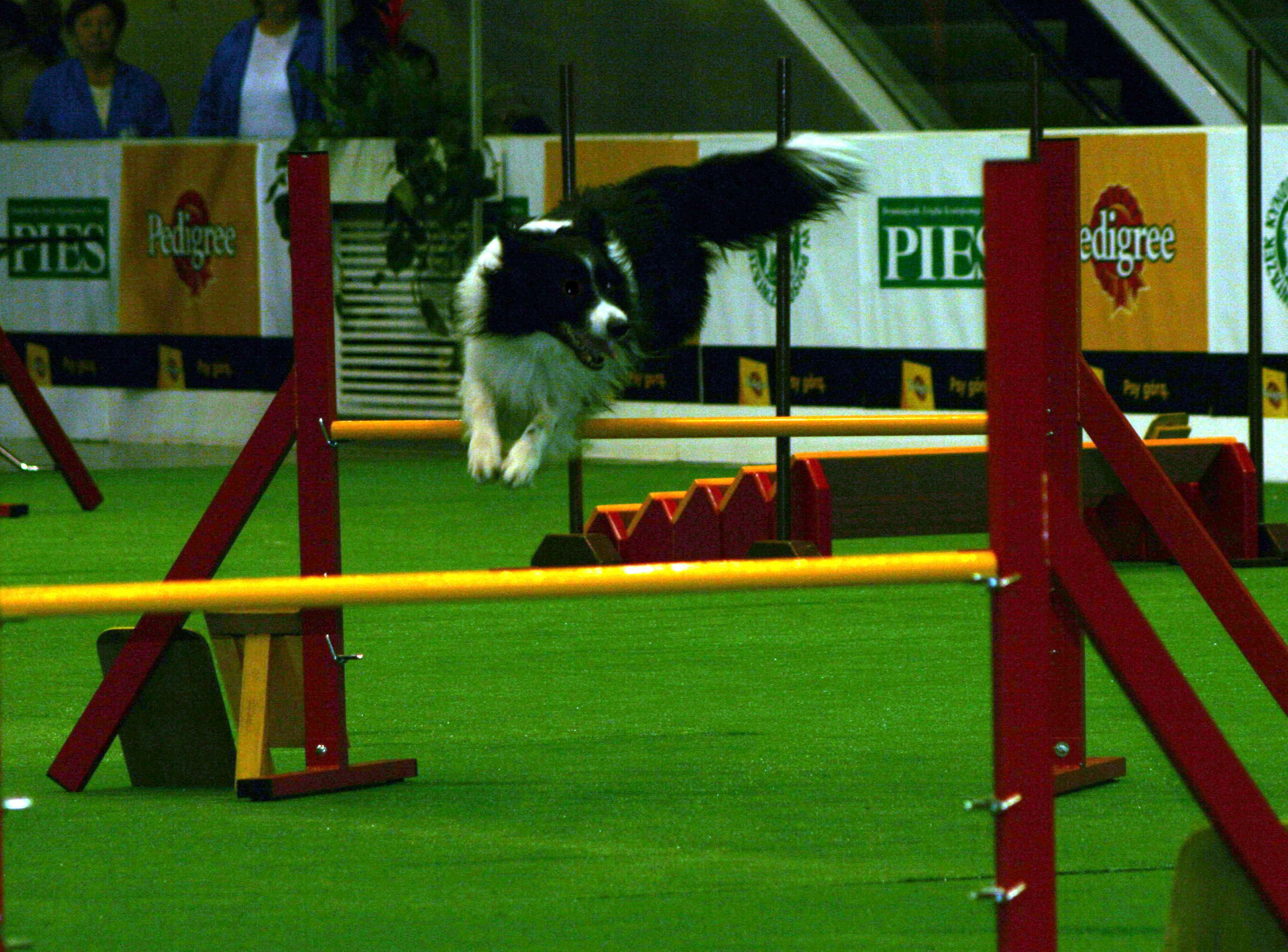
Agility – Border Collie bei der Welthundeausstellung in Posen

Der Einstieg in den Hundesport erfolgt meist über die Begleithundprüfung, die auch Voraussetzung für viele Sportarten ist. Hundesport wird dabei auf sogenannten Hundeübungsplätzen bzw. Hundesportplätzen oder auch im normalen Verkehr bzw. in der Öffentlichkeit ausgeführt. Hundesport hat auch Merkmale von Dressur, beispielsweise bei der Bewältigung eines Hindernisparkurs. Der Hund muss beispielsweise lernen, ob er über das Hindernis springen soll, oder unter ihm durchkriechen.